# سياحة تراثية

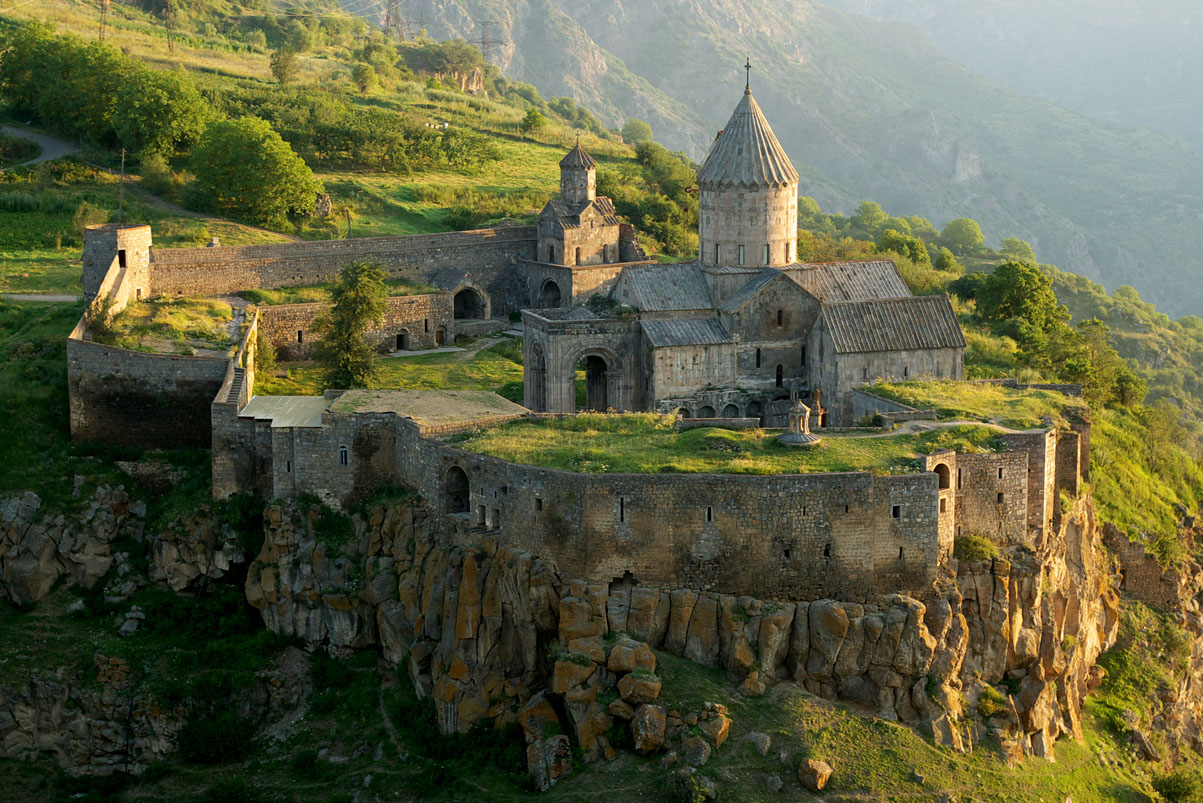

سياحة التراث الثقافي (أو مجرد السياحة التراثية- Heritage tourism) هو فرع من فروع السياحة التي تهتم بالتراث الثقافي للمواقع السياحية.

## البداية: كيف تنجح السياحة التراثية
خمسة مبادئ وأربع خطوات
وضعها الصندوق الوطني لصون التراث التاريخي في عام 1993، البداية : كيف تنجح في السياحة التراثية. المبادئ وضعت خلال المبادرة دامت ثلاث سنوات ومولت جزئيا من الصندوق الوطني للفنون. خلال هذة المبادرة، عمل الصندوق الوطني لصون التراث التاريخي في ستة عشر مناطق نموذجية في أربع ولايات هي ولاية انديانا وتينيسي وتكساس وويسكونسن. كان للبرنامج نتائج مهمة في مجال الحفاظ، والسياحة، والتنظيم والتنمية الاقتصادية. ودروس غنية في كيفية تطوير إدارة التراث الثقافي والسياحة.
تطوير السياحة التراثية الثقافية هي عملية تراكمية، والمجتمعات المحلية سوف تكرر الخطوات الأربع المذكورة في هذا الفقرة في كل مرحلة من مراحل التنمية. نضع في اعتبارنا أن برنامج تطوير نظام اقتصادي قوي بالنسبة للتراث الثقافي يتطلب استثمارا والتزام، استثمار موارد مالية والالتزام من الموارد البشرية بما في ذلك قيادة قوية.
ليس بمقتدر كل مجتمع ان يعمل برنامج للسياحة الثقافية. المجتمعات التي فقدت الكثير من تراثها، أو تلك التي لم ترع إمكاناتها الثقافية أو تلك التي ليس لديها الموارد التاريخية والثقافية والطبيعية لجذب الزائرين.

### تعريف السياحة التراثية
الصندوق الوطني يُعرف السياحة التراثية هكذا: «تجربة السفر إلى الأماكن والأنشطة التي تمثل أصالة قصص الناس من الماضي والحاضر التي تشمل التاريخ والثقافة والموارد الطبيعية».

### السياحة هي أداة قوية للتنمية الاقتصادية
السياحة تخلق وظائف وتوفر فرص عمل جديدة وتعزز الاقتصاد المحلي. عندما السياحة التراث تنمو بشكل سليم، تُساعد على حماية كنوز الأمة الطبيعية والثقافية وتحسن نوعية الحياة للمقيمين والزوار على حد سواء.
الربط بين السياحة والتراث والثقافة يمكن أن تفعل أكثر بكثير من تعزيز الاقتصادات المحلية من كل منها على حدة. هذة هي الفكرة الأساسية في مجال السياحة التراثية: احفظ التراث والثقافة، وتقاسمها مع الزوار، وستجني الفوائد الاقتصادية من السياحة.
ثقافة+السياحة+التراث = اقتصاد مستدام

### تطابق الحفاظ التراثي والثقافة
في الماضي، شهدت صناعة السياحة دور رئيسي في تسويق المنتجات للمسافرين. مهمة مجتمع الحفاظ هو حفاظ وحماية التاريخ والثقافة، والموارد الطبيعية. وتلك للمجتمع الثقافي ي البحث عن طرق جديدة لجذب جمهور. اليوم، السياحة والحفاظ على التراث والثقافة هي أكثر عرضة للتداخل والتتطابق بينها. بعض مكاتب السياحة الدولية تساعد في تطوير موارد التراث، وعدد من منظمات الحفاظة تسوق مواقعها للسياح.
عن طريق اتباع المبادئ التوجيهية الخمسة والأربع خطوات لبدء العمل أو الانتقال إلى المرحلة التالية الواردة في هذا المقال، سوف تزيد الفرص لتحقيق النجاح والاستدامة

### فوائد السياحة التراثية
التراث الثقافي والسياحة يمكن أن يكون لها تأثير اقتصادي هائل على الاقتصاد المحلي. هناك فوائد اقتصادية وفرص عمل وارتفاع قيمة العقارات. وكذلك برنامج إدارة السياحة الفعالة يحسن نوعية الحياة للمقيمين والاستفادة من خدمات السياحية. أنها تحفز المجتمع على العمل معا لتطوير صناعة سياحية مزدهرة.
المنطقة التي تتطور قدراته في مجال السياحة على التراث الثقافي تخلق فرص جديدة للسياح للحصول على فهم للمكان, أو للشعب, أو للزمن الغير مألوف. بوصول الزوار تأتي فرص جديدة للحفاظ. الحفاظ الجيد يعلم الزوار أهميتهم، وتوسعاً، أهمية الحفاظ في المواقع في أماكن أخرى.
ولعل أكبر فائدة للسياحة التراث الثقافي هي في زيادة الفرص المتاحة لتنويع الاقتصاد، وسبل الازدهار الاقتصادي التي تعتمد على خاصية المجتمعات الفريدة.

### تحديات السياحة الثقافية
عندما يكون التراث هو جوهر ما يقدم المجتمع للزوار، فحماية هذا التراث هو أمر ضروري. التحدي الرئيسي في برامج السياحة الثقافية هو ضمان ان زيادة السياحة لا تدمر الصفات التي جذبتهم.
لأن السياحة هي تتطور وتتغير بسرعة، فأنها توجهة ا تحديات مستمرة. السياحة عموما هي صناعة «نظيفة» ؛ ليس هناك مداخن أو أي مواد كيميائية خطرة. ولكنها تتطلب بنية تحتية من طرق ومطارات وإمدادات مياه، وخدمات عامة مثل الشرطة والحماية من الحريق.
من هذه المشاكل، زيادة عدد المسافرين والضغط العصبي والتوتر على البنية التحتية والمواقع التراثية. ولكن التحديات ليس فقط من تأثير الزوار، بل أيضا من توقعاتهم لمنتجات وخدمات عالية الجودة. السياحة هي أساسا صناعة للخدمات، وهذا يعني أنها تعتمد على كفاءة الناس في الوظائف المختلفة. السياحة ليست علاجا شافيا، بل شكل من اشكال الجذب للتنمية الاقتصادية.